# Barjas
Barjas es un municipio y lugar español de la provincia de León, en la comunidad autónoma de Castilla y León. Se encuentra en la comarca de El Bierzo y cuenta con una población de 145 habitantes (INE 2024). Es uno de los municipios leoneses en los que se habla gallego.

## Geografía
| Noroeste: Piedrafita del Cebrero | Norte: Vega de Valcarce | Nordeste: Trabadelo |
| Oeste: Folgoso de Caurel         |                         | Este: Trabadelo     |
| Suroeste: Folgoso de Caurel      | Sur: Oencia             | Sureste: Corullón   |

## Historia

### Edad Media
Durante la Edad Media, el territorio de Barjas formó parte del Reino de León, y sus localidades fueron objeto de un proceso de repoblación promovido por la monarquía leonesa. En el siglo X, el rey Ordoño II de León realizó una importante donación al Arzobispado de Santiago de Compostela, cediendo los montes de Busmayor, territorio que formaba parte del actual municipio de Barjas. Esta cesión fue posteriormente confirmada en el año 1200 por Alfonso IX de León, consolidando la vinculación de estas tierras con la autoridad eclesiástica compostelana.
La localidad de Corrales, integrada en el municipio de Barjas, fue en su momento propiedad de la Orden de Malta. Esta orden militar y religiosa mantuvo la titularidad de la localidad hasta el siglo XV, cuando cedió el control de la misma a los Marqueses de Villafranca, nobles que establecieron el Coto de Corrales. Esta entidad señorial abarcaba también las aldeas de Villar de Corrales y Mosteiros, consolidándose como un coto de caza de la nobleza leonesa.

### Teorías históricas locales
Algunas teorías locales han intentado identificar la localidad de Campo de Liebre con el "Campo Rogio", un lugar mencionado en documentos históricos que dependían del Castillo de Sarracín, en Vega de Valcarce. La asociación entre ambos nombres, aunque no confirmada, se basa en estudios de topónimos y documentos medievales que describen la geografía y dependencia feudal de la región.

### Edades Moderna y Contemporánea
En 1821, durante el Trienio Liberal, Barjas pasó a formar parte de la provincia del Vierzo, también conocida como provincia de Villafranca, que fue una división administrativa de breve duración en el contexto de las reformas liberales de España. No obstante, con el retorno del Absolutismo, esta provincia fue disuelta y en la posterior reorganización territorial de 1833, Barjas quedó adscrito a la provincia de León, dentro de la Región Leonesa.
A lo largo de la Edad Contemporánea, el municipio de Barjas, al igual que otros de la comarca de El Bierzo, experimentó una fuerte emigración hacia otras regiones de España y países de América Latina, especialmente durante el siglo XX. La despoblación ha afectado notablemente la estructura demográfica y social del municipio, que continúa siendo un reflejo de las dinámicas rurales del noroeste de España.

## Demografía
Cuenta con una población de 145 habitantes (INE 2024).
| Gráfica de evolución demográfica de Barjas entre 1842 y 2021                                                          |
| |
| Población de derecho según los censos de población del INE. Población de hecho según los censos de población del INE. |

### Población por núcleos

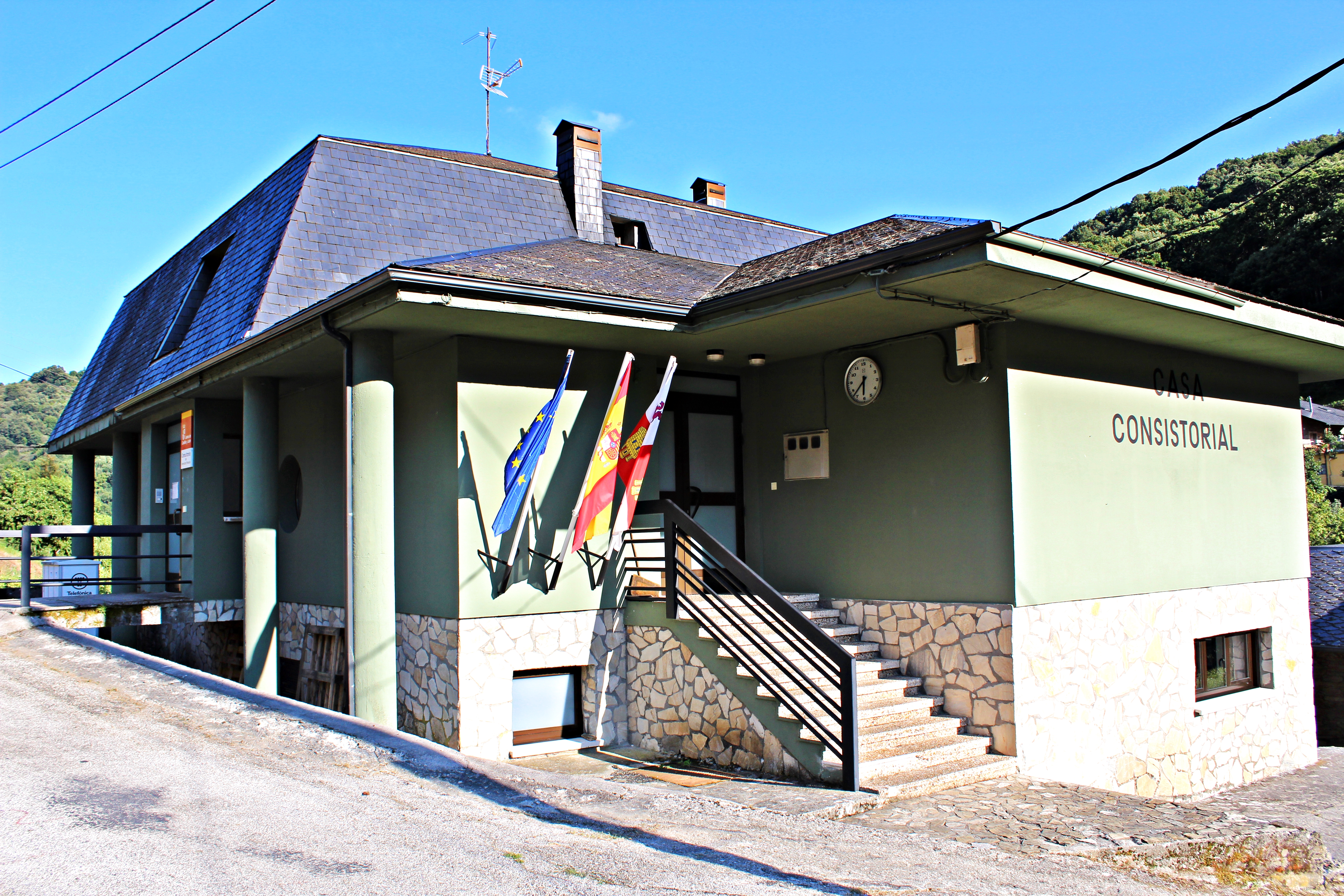
Casa consistorial

El municipio se divide en varios núcleos de población, con la siguiente población en 2023 según el INE.
| Núcleo de población | Población |
| ------------------- | --------- |
| Busmayor            | 40        |
| Moldes              | 34        |
| Barjas              | 31        |
| Güimil              | 10        |
| Mosteiros           | 9         |
| Serviz              | 6         |
| Albaredos           | 5         |
| Corporales          | 5         |
| Hermide             | 4         |
| Quintela            | 4         |
| Vegas do Seo        | 4         |
| Campo de Liebre     | 3         |
| Corrales            | 2         |
| Cruces              | 2         |
| Barrosas            | 1         |
| Peñacaira           | 0         |

## Comunicaciones
El municipio de Barjas, situado en una zona montañosa de la comarca de El Bierzo, cuenta con una red de comunicaciones basada principalmente en carreteras vecinales que permiten la conexión de sus núcleos con la red viaria principal de la región.

### Carretera
Las comunicaciones por carretera en Barjas se realizan fundamentalmente a través de carreteras locales que facilitan el acceso entre sus localidades y conectan con infraestructuras más amplias como la A-6. Desde esta, el acceso principal a Barjas se realiza mediante carreteras como la LE-5228, que conecta el municipio con Vega de Valcarce y otras localidades de El Bierzo.

### Transporte público
El transporte público en Barjas está enfocado principalmente al transporte escolar y a servicios ocasionales de transporte a demanda, que conectan a los habitantes con centros de mayor tamaño como Ponferrada o Villafranca del Bierzo.

## Patrimonio

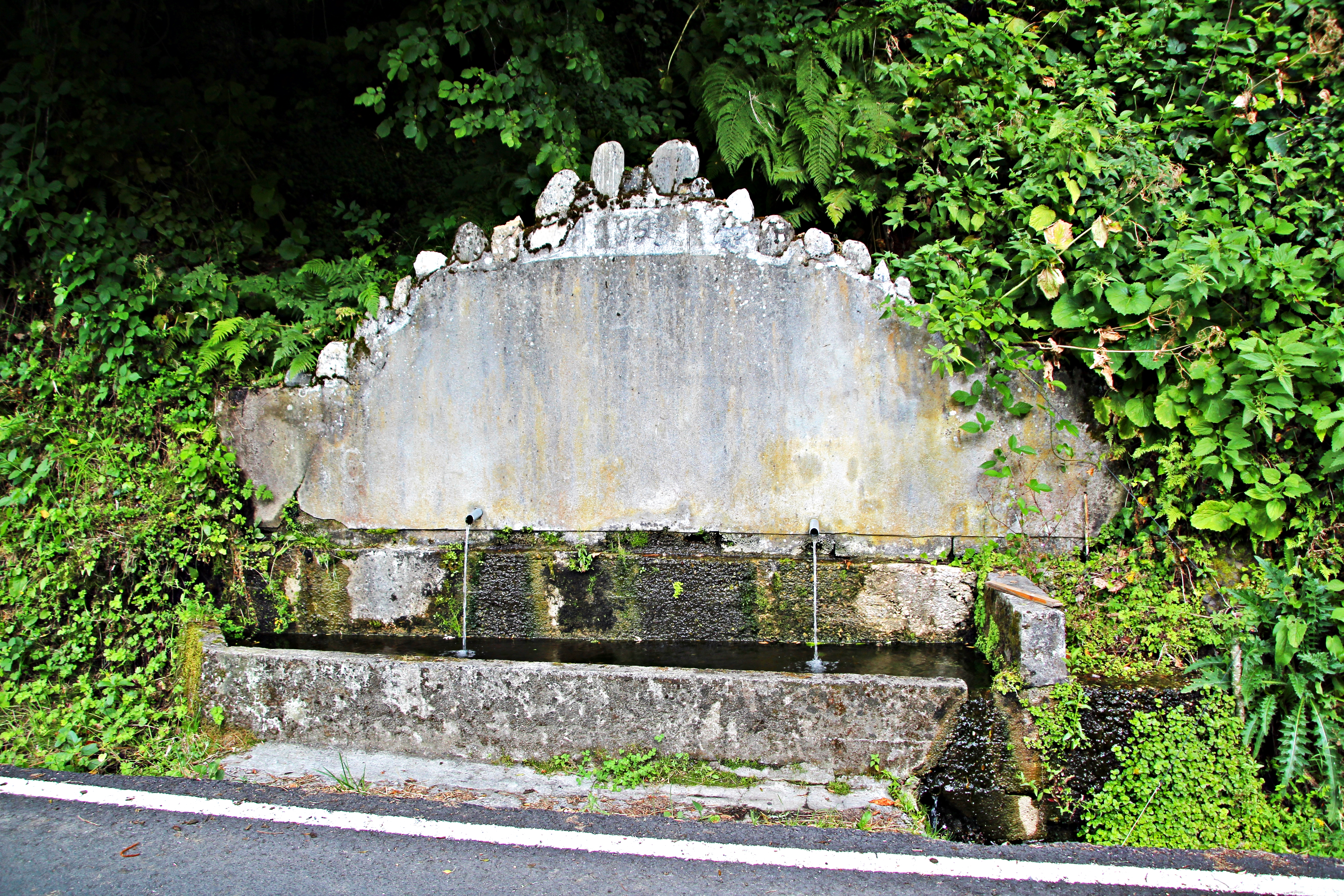
Fuente de Barjas

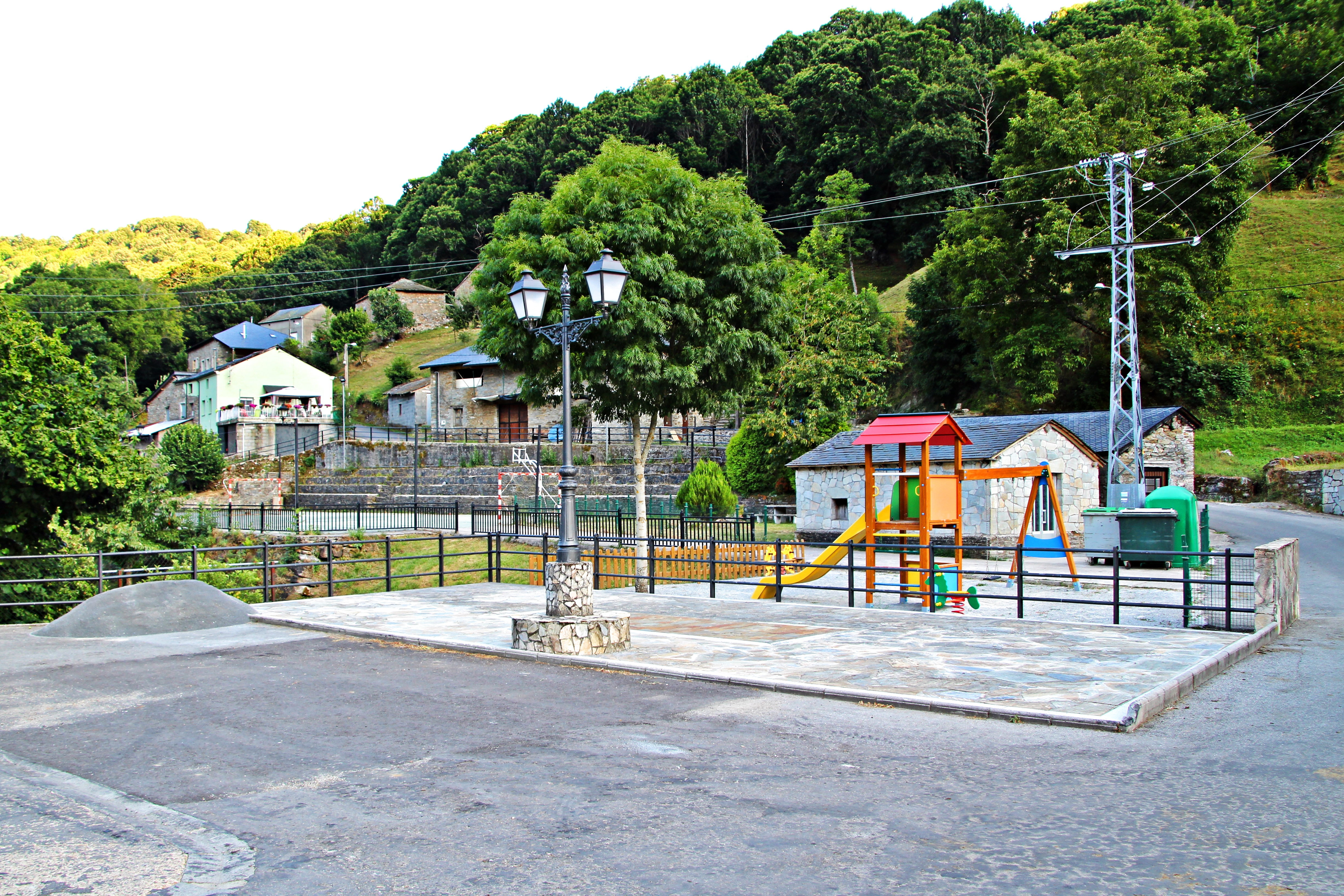
Plaza en Barjas

El municipio de Barjas alberga un notable patrimonio natural, histórico y arquitectónico que refleja su pasado y su riqueza cultural. Desde bosques centenarios hasta edificaciones religiosas, cada uno de estos lugares ofrece un vistazo a la historia y a las tradiciones de la región de El Bierzo.

### Patrimonio natural
- Hayedo de Busmayor: Este bosque, considerado un monumento natural, es un hayedo primitivo ubicado en la cabecera de un valle en Busmayor. Es un área de especial interés ecológico por su biodiversidad, su vegetación autóctona y su flora única, con numerosos ejemplares de haya común. El hayedo es un lugar popular para senderismo y estudios botánicos debido a sus características primitivas y a sus rutas señalizadas.[15]

### Patrimonio arquitectónico
- Herrería de Serviz: Ubicada en la localidad de Serviz, esta antigua herrería conserva el caserón señorial y el sistema de aprovechamiento de agua, que incluye un pozo y un banzado donde se recogía el agua para impulsar el funcionamiento de los martillos de la herrería. Es uno de los pocos ejemplos de arquitectura industrial tradicional en El Bierzo.[16]
- Iglesia de Santa Marina (Barjas): Construida en 1777 por el maestro Pedro Álvarez, esta iglesia es uno de los principales referentes religiosos de Barjas. Su arquitectura presenta elementos del barroco tardío y guarda en su interior un retablo de notable valor artístico.[17]
- Iglesia de San Lorenzo (Corrales): Situada en la localidad de Corrales, esta iglesia es otro ejemplo destacado del patrimonio religioso de Barjas. Su construcción y decoración reflejan la devoción local y los estilos arquitectónicos propios de la zona.
- Capilla de Santiago (Vegas do Seo): Esta capilla data del siglo XVIII y se encuentra en la pedanía de Vegas do Seo. Su arquitectura es sencilla, acorde a las capillas rurales de la época, y está dedicada al apóstol Santiago el Mayor, santo de gran relevancia en la tradición cristiana de la región.
- Ermita de Santo Tirso (Moldes): Ubicada en Moldes, esta pequeña ermita está dedicada a San Tirso, un santo venerado en varias partes de la península ibérica. La ermita es un centro de culto local, especialmente relevante durante las festividades de la zona.[18]
- Capilla de San Bartolomé (Quintela): Situada en Quintela, esta capilla es un ejemplo de arquitectura religiosa rural en Barjas. La capilla está dedicada a San Bartolomé, y celebra sus fiestas en torno a la fecha de su festividad, atrayendo a vecinos de toda la comarca.
- Molinos de Agua: En el pueblo de Barjas se conservan tres antiguos molinos alineados, que aprovechan las aguas del manantial de la Fuente Salgueiros. Estos molinos son representativos de la tradición agrícola e industrial del municipio, donde el uso de la energía hidráulica para la molienda de cereales era fundamental para la subsistencia local.[19]